# Prautitz

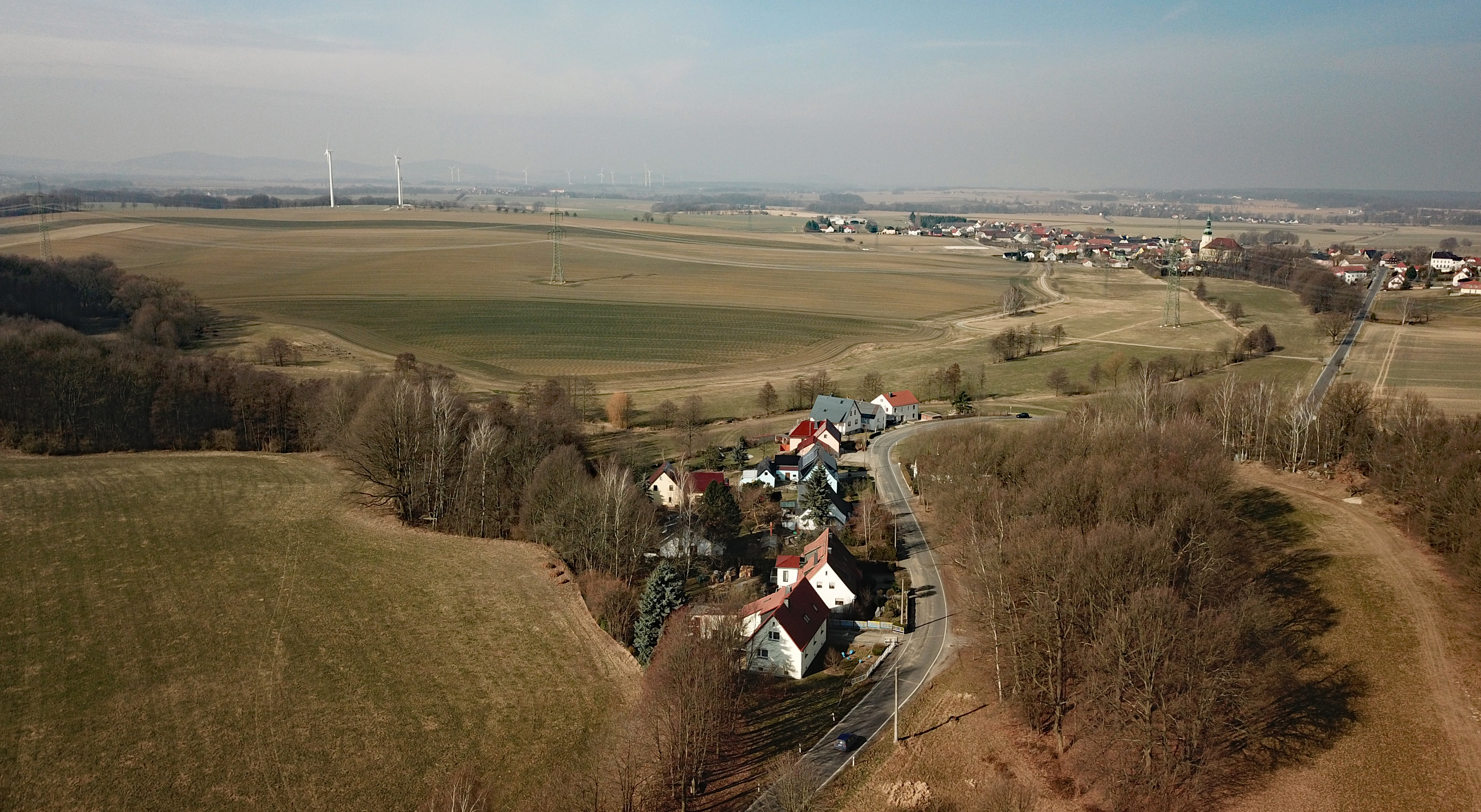
Luftbild

Prautitz, obersorbisch Prawoćicyⓘ, ist ein Dorf im Zentrum des ostsächsischen Landkreises Bautzen, das seit 1974 zur Gemeinde Crostwitz gehört. Es hat etwa hundert Einwohner und zählt zum Kernsiedlungsgebiet der Sorben. Der größte Teil der Bevölkerung spricht Sorbisch als Muttersprache.

## Geografie
Der Ort befindet sich 1,3 Kilometer östlich von Crostwitz auf 192 Metern ü. NN oberhalb der Aue des Bächleins Satkula. Die Nachbarorte sind Lauske im Osten, Nucknitz im Süden, Kopschin im Südwesten und Crostwitz im Nordwesten. 
Nach der ursprünglichen Siedlungsanlage ist Prautitz ein Rundweiler mit vier Höfen. Die Häuser auf der Aue, entlang der Straße nach Crostwitz und unterhalb des eigentlichen Dorfes, wurden zumeist erst im 20. Jahrhundert erbaut. Dort befindet sich die Prautitzer Mühle.

## Geschichte
Prautitz wurde erstmals 1225 als Ort eines Petrus de Pratiz erwähnt. Die heutige Namensform ist bereits 1248 zum ersten Mal nachgewiesen. Zwischenzeitlich wurde die Siedlung u. a. auch als Prauschwitz (1559) oder Breutitz (1777) bezeichnet. Das Dorf war seit jeher Ortsteil von Nucknitz, bevor es zum 1. Januar 1974 nach Crostwitz eingemeindet wurde.
Eine Planung für die Sächsische Nordostbahn sah eine Linienführung von Radibor nach Kamenz u. a. über Prautitz und im Zusammenhang damit die Errichtung eines Bahnhofes nahe dem Dorf vor. Wegen finanzieller Schwierigkeiten wurde das Projekt jedoch aufgegeben.

## Bevölkerung
Für seine Statistik über die sorbische Bevölkerung in der Oberlausitz ermittelte Arnošt Muka in den achtziger Jahren des 19. Jahrhunderts für den Ort eine Bevölkerungszahl von 62 Einwohnern; davon waren alle Sorben.
1834 hatte Prautitz 40 Einwohner. Diese Zahl stieg bis 1871 auf 53, bis 1890 schließlich auf 74 an.
Die Einwohner sind traditionell fast ausschließlich katholischer Konfession; der Ort ist nach Crostwitz gepfarrt.